# 39 a.C.
Il 39 a.C. (XXXIX a.C. in numeri romani) è un anno  del I secolo a.C.

## Eventi
- Sesto Pompeo, che controlla la Sicilia, la Sardegna, la Corsica e il Peloponneso è riconosciuto dal Triumvirato con il Patto di Misenum. Il patto aiuta a garantire i rifornimenti di grano a Roma. Per sancire questo patto, Marco Antonio (vedovo di Fulvia) sposa Ottavia minore, sorella di Ottaviano, mentre questi (divorziato da Clodia) sposa Scribonia, parente di Sesto Pompeo.[1]
- Terzo anno bisestile secondo il calendario giuliano.
- Virgilio finisce la stesura delle Bucoliche iniziata nel 42 a.C.
- Gaio Asinio Pollione, già console nel 40 a.C. viene nominato proconsole.

## Nati
- Giulia maggiore, nobildonna romana († 14)
- Antonia maggiore, nobildonna romana

## Morti
- Lucio Antonio, militare e politico romano (n. 81 a.C.)
- Callimaco, funzionario egizio
- Quinto Labieno, militare romano